# 英鷹航空802號班機空難
英鷹航空802號班機空難（British Eagle International Airlines Flight 802）是英鷹航空一班的來回因斯布鲁克機場至倫敦希斯洛機場定期航班，1964年2月29日，一架布里斯托不列顛尼亞型（Bristol Britannia）客機墜毀於Glungezer Mountain附近，造成83名乘客死亡。